# ارل هاجینز
ارل هاجینز (انگلیسی: Earle Hodgins؛ ‏ ۶ اکتبر ۱۸۹۳ – ۱۴ آوریل ۱۹۶۴) بازیگر اهل ایالات متحده آمریکا بود.

## گزیدهٔ فیلم‌شناسی

### تلویزیون
- دود اسلحه
- ماوریک
- دارای اسلحه - آماده سفر
- ایستگاه اتوبوس
- منطقه نیمه‌روشن